# آماندا ستن
آماندا ستن (انگلیسی: Amanda Setton؛ زادهٔ ۱۶ دسامبر ۱۹۸۵) یک هنرپیشه اهل ایالات متحده آمریکا است. وی از سال ۲۰۰۵ میلادی تاکنون مشغول فعالیت بوده است.

## گزیدهٔ آثار

### سینما
- سکس و شهر (۲۰۰۸)
- چیزی که در وگاس رخ می‌دهد (۲۰۰۸)

### تلویزیون
- دختر سخن‌چین (۲۰۰۹)